# Kinampanda
Kinampanda ist ein Verwaltungsbezirk (englisch Ward) des Distrikts Iramba in der tansanischen Region Singida.

## Geografie
Kinampanda ist ein Bezirk im nördlichen Zentralteil von Tansania etwa 40 Kilometer Luftlinie nordwestlich der Regionshauptstadt Singida. Der Bezirk grenzt im Nordwesten an Kiomboi, im Norden an Kisiriri, im Nordosten an Gumanga, im Osten an Msingi und Kinyangiri, im Süden an Maluga, im Südwesten an Kyengege und im Westen an Ulemo. Bei der Volkszählung 2022 lebten 11.030 Menschen in 2604 Haushalten auf einer Fläche von 142 Quadratkilometern.

## Gliederung
Der Bezirk besteht aus vier Gemeinden (swahili Mtaa) mit 19 Orten (Kitongoji):
| Kyalosangi - Ndorobo - Mgogo - Mtekela - Kyalosangi - Mwambao - Kitusha | Uwanza - Mtumbili - Mzuu - Mkokotena - Itinku - Uwanza - Monele | Galangala - Mukonze - Galangala - Mgembe | Kisharita - Nkulusi - Masangia - Masea - Mgumo |

## Infrastruktur
- Bildung: Im Bezirk liegen zwei weiterführende Schulen.[8] Die Kinampanda Secondary School und die Tumaini Secondary School sind beide staatliche Schulen mit einer Ausbildung bis zur 4. Stufe.[9][10]
- Gesundheit: In den Gemeinden Uwanza, Galangala und Kisharita liegt je eine staatliche Apotheke,[11][12][13] in Kinampanda eine von der evangelischen Gemeinde betriebene Apotheke.[14]
- Verkehr: Durch den Bezirk verläuft die asphaltierte Nationalstraße T3, die von Singida nach Tabora führt.[15]